# لویتسراند
لویتسراند (به آلمانی: Lewitzrand) یک شهر در آلمان است که در Parchimer Umland واقع شده‌است. لویتسراند ۱٬۵۶۱ نفر جمعیت دارد.